# لودویگزفلده
شهر لودویگزفلده (به آلمانی: Ludwigsfelde) در ایالت برندنبورگ در کشور آلمان واقع شده‌است.